# Sekcja zwłok

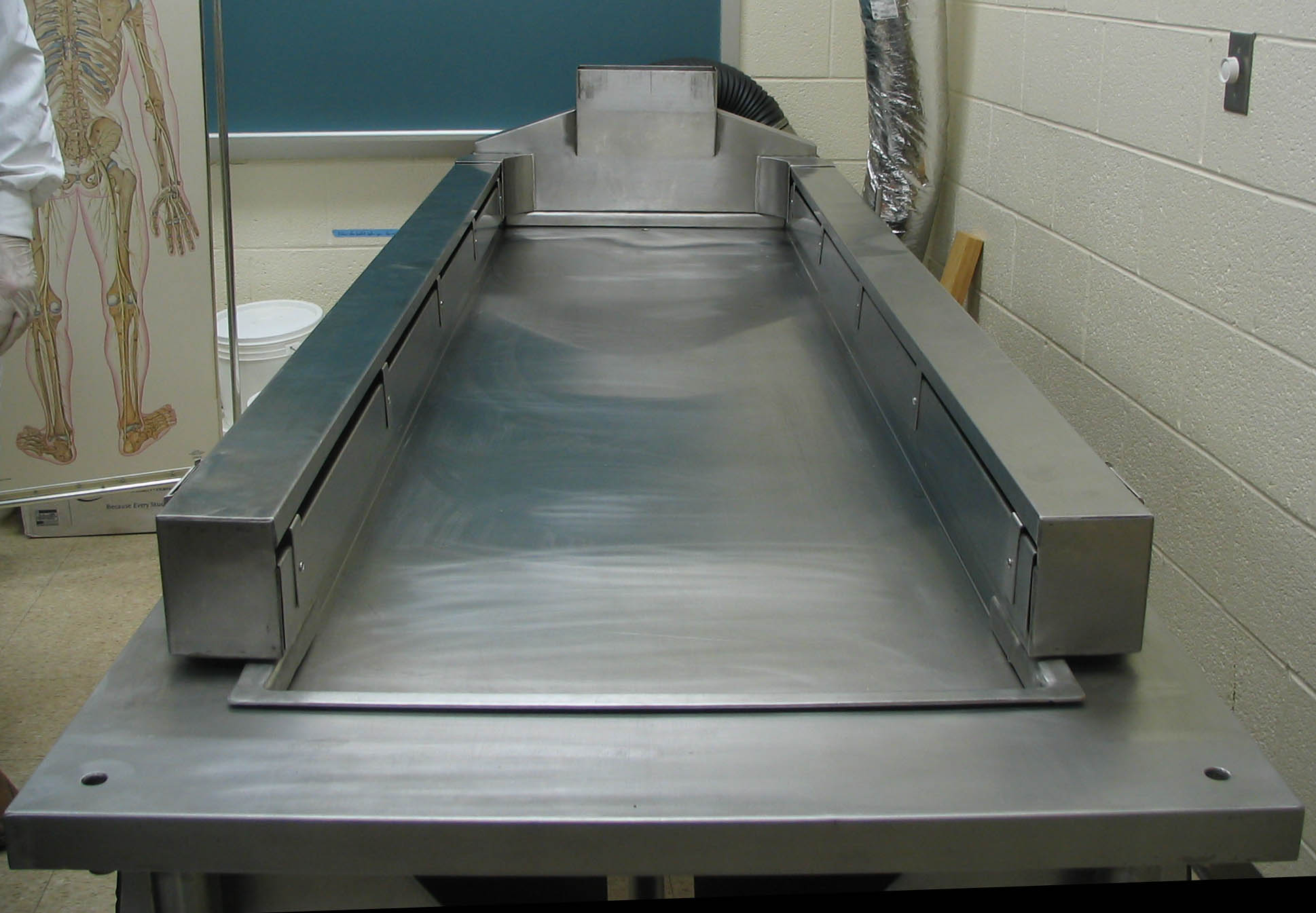
Współczesny stół do sekcji zwłok

Sekcja zwłok (łac. sectio: cięcie, rozcięcie), autopsja (stgr. αὐτοψία autopsia: zobaczyć na własne oczy) – badanie pośmiertne (łac. post mortem), którego celem jest najczęściej ustalenie przyczyny zgonu, rzadziej uzyskanie dodatkowych informacji potrzebnych śledczym.
Wyróżnia się naukową (anatomopatologiczną) oraz sądowolekarską  sekcję zwłok (określaną niekiedy potocznie mianem obdukcji zwłok). Sekcję naukową przeprowadza lekarz patomorfolog lub lekarz medycyny sądowej. Odbywa się ona w zakładach opieki zdrowotnej lub placówkach dydaktycznych (np. wydziałach lekarskich uniwersytetów) w celu ustalenia przyczyny zgonu, weryfikacji rozpoznania klinicznego oraz w celach dydaktycznych.

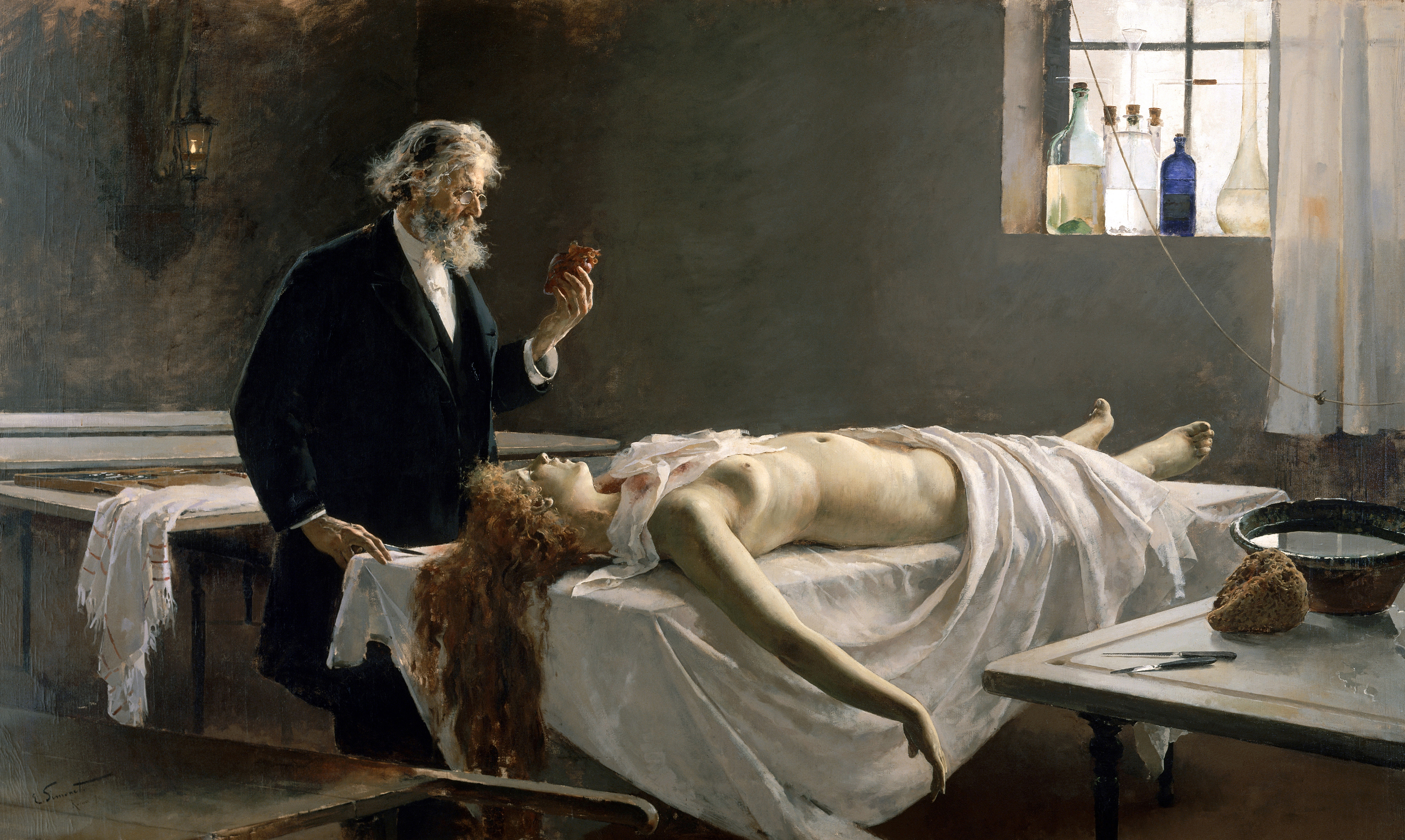
Autopsja serca

Każdy lekarz weterynarii ma prawo i możliwość przeprowadzenia sekcji zwłok zwierzęcia, zwykle jednak takie badania wykonują tylko wyspecjalizowane jednostki (wydziały medycyny weterynaryjnej lub Państwowy Instytut Weterynaryjny).

## Sądowolekarska sekcja zwłok
Na mocy prawa, bez względu na brak zgody danej osoby na przeprowadzenie sekcji po śmierci, autopsji powinny zostać poddane zwłoki:
- niemowlęcia;
- kobiety w ciąży i połogu;
- chorego, który zmarł przed upływem 12 godzin od przyjęcia do szpitala lub w drodze do niego;
- wszystkie przypadki śmierci gwałtownej (będącej skutkiem urazu)[1].

Sekcję sądowolekarską wykonuje się w każdym przypadku podejrzenia przestępczego spowodowania śmierci. Dokonuje jej biegły lekarz – specjalista medycyny sądowej – w obecności prokuratora lub sędziego, jeżeli prokurator lub sąd wyda postanowienie o jej przeprowadzeniu (art. 209 Kodeksu postępowania karnego). W uzasadnionych przypadkach sekcję zwłok może przeprowadzić lekarz niebędący patomorfologiem ani lekarzem sądowym. Po przeprowadzonej sekcji lekarz sporządza opinię.

## Anatomopatologiczna sekcja zwłok

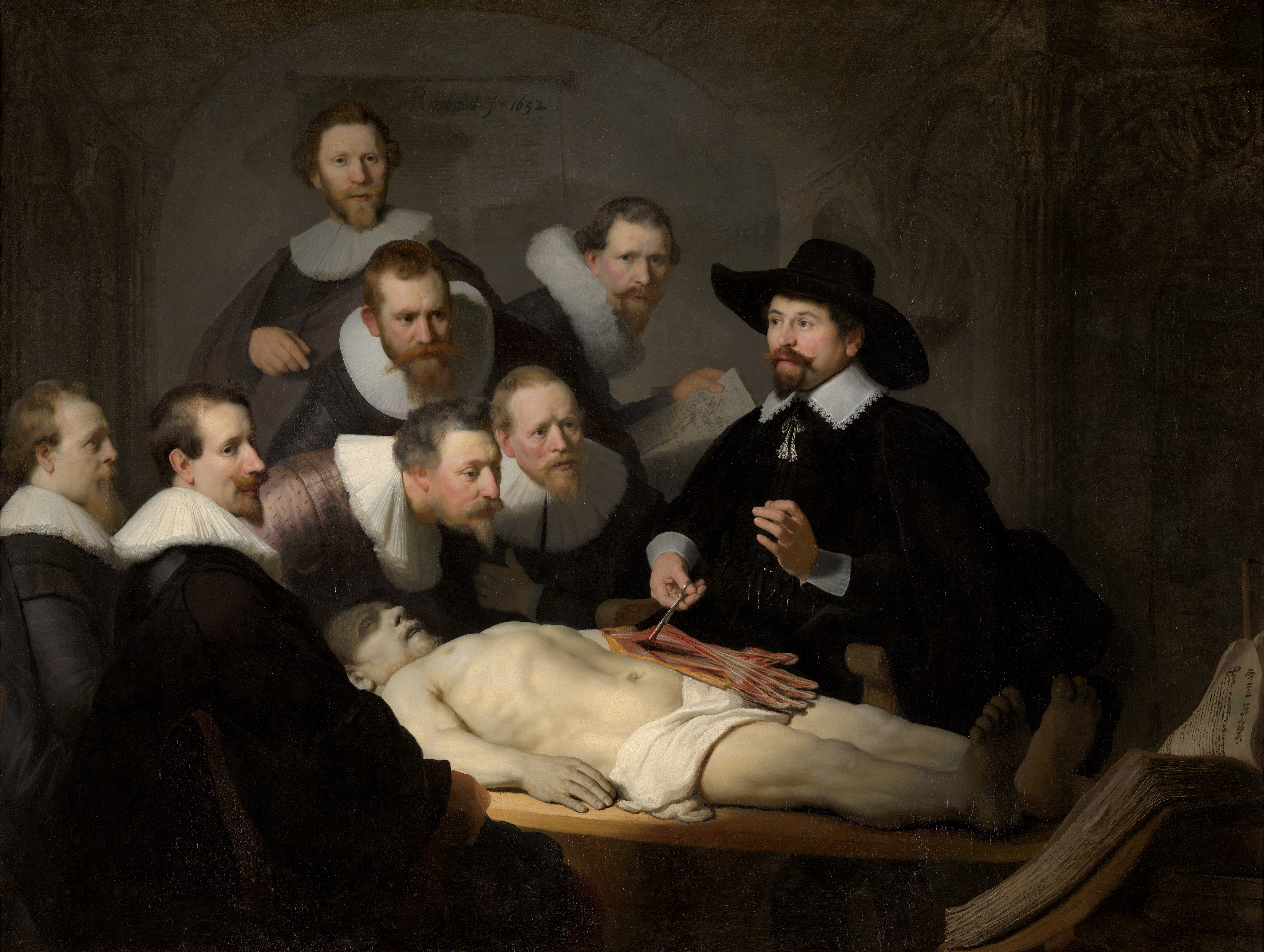
Lekcja anatomii doktora Tulpa

W przypadkach innych niż wyżej wymienione sekcja zwłok może być wykonana – chyba że za życia chory pisemnie jej zabronił – na życzenie lekarza klinicysty w celu weryfikacji rozpoznania. O przeprowadzeniu badania pośmiertnego decyduje dyrektor placówki medycznej; może on, ale nie musi, uwzględnić zdanie rodziny zmarłego (formalnie rodzina nie ma wpływu na decyzję dotyczącą sekcji).

## Opis sekcji zwłok
Procedura badań polega na dokonaniu oględzin zewnętrznych i otwarciu trzech jam ciała: jamy czaszki, klatki piersiowej i jamy brzusznej zwłok. W niektórych przypadkach oględziny zewnętrzne wystarczają i nie następuje otwieranie powłok ciała. Zadaniem lekarza jest znalezienie morfologicznych wykładników procesu chorobowego lub innych przyczyn zgonu. Podczas sekcji pobiera się materiał do dalszych badań histopatologicznych, immunohistochemicznych, toksykologicznych i/lub biochemicznych.
Oględzin osoby zmarłej można dokonać najwcześniej po 12 godzinach od chwili wystąpienia objawów śmierci (wyjątkiem jest sekcja przeprowadzana w celu pobrania komórek, tkanek lub narządów zmarłego).